# Rusted Angel
Albums de Darkane
Insanity
(2001)
Rusted Angel, le 1er album de Darkane, est sorti le 12 octobre 1999.

## Liste des titres
1. "Intro"
2. "Convicted"
3. "Bound"
4. "Rape of Mankind"
5. "Rusted Angel"
6. "A Wisdoms Breed"
7. "Chase For Existence"
8. "The Arcane Darkness"
9. "July 1999"
10. "Frenetic Visions"